# ウヒヂニ・スヒヂニ

天地開闢 SVGで表示（対応ブラウザのみ）

ウヒヂニ（現代仮名遣い：ウヒジニ、宇比地邇、埿土煮）・スヒヂニ（スヒチニとも、須比智邇、沙土煮）は、日本神話に登場する神である。

## 概要
『古事記』では兄を宇比地邇神、妹を須比智邇神、『日本書紀』では兄を埿土煮尊（ウイジニ）、妹を沙土煮尊（スイジニ）、『先代旧事本紀』では兄を泥土煮尊、妹を沙土煮尊と表記する。
なお『日本書紀』では両神とも「地」を使うため「じ」で良いが、『古事記』では「地」と「智」を使い分けているため、須比智邇神の読み方はスヒチニが正しい。
『古事記』において神世七代の第三代の神々とされ、兄宇比地邇神が男神、妹須比智邇神が女神である。『日本書紀』では神世七代の第四代の神々とされる。それまでは独神であったが、この代ではじめて男女一対の神となった。
神名の「ウ」は泥（古語で「うき」）、「ス」は沙（砂）の意味で、大地が泥や沙によってやや形を表した様子を表現したものとする説がある。
宇比地邇神「宇比地」は「初泥」（ういひぢ）の音約、「邇」は親愛を表す接尾語と解し、名義は「最初の泥土」と考えられる。須比智邇神の「須」は「砂」、「比智」は「泥土」、「邇」は親愛を表す接尾語と解し、名義は「砂と泥土」と考えられる。また『古事記』原文にはアクセントの注記がしてあり、宇比地邇神の「邇」は音を上げて、須比智邇神の「邇」は音を下げて発音する。

## 名称
| 書名                 | 1組                | 2組                                                  | 3組                                                      | 4組                              | 5組                                | 6組                  | 7組                  | 8組              | 9組              |
| -------------------- | ------------------ | ---------------------------------------------------- | -------------------------------------------------------- | -------------------------------- | ---------------------------------- | -------------------- | -------------------- | ---------------- | ---------------- |
| 古事記（男神）       | 宇比地邇神         | 角杙神                                               | 意富斗能地神                                             | 淤母陀流神                       | 伊邪那岐神                         |                      |                      |                  |                  |
| 古事記（妹）         | 須比智邇神         | 活杙神                                               | 大斗乃辧神                                               | 阿夜訶志古泥神                   | 伊邪那美神                         |                      |                      |                  |                  |
| 日本書紀本書（男神） | 埿土煮尊           | 大戸之道尊（一云大戸之邊。亦曰大戸摩彦尊・大富道尊） | 面足尊                                                   | 伊奘諾尊                         |                                    |                      |                      |                  |                  |
| 日本書紀本書（妹）   | 沙土煮尊           | 大苫邊尊（大戸摩姫尊・大富邊尊）                     | 綾惶根尊（吾屋惶根尊・忌橿城尊・青橿城根尊・吾屋橿城尊） | 伊奘冉尊                         |                                    |                      |                      |                  |                  |
| 1書第1（男神）       | 埿土煮尊           | 角樴尊                                               | 面足尊                                                   | 伊奘諾尊                         |                                    |                      |                      |                  |                  |
| 1書第1（妹）         | 沙土煮尊           | 活樴尊                                               | 惶足尊                                                   | 伊奘冉尊                         |                                    |                      |                      |                  |                  |
| 先代旧事本紀（男神） | 角樴尊（角龍魂尊） | 泥土煮尊（泥土根尊）                                 | 大苫彦尊（大戸之道・大富道・大戸摩彦）                   | 青橿城根尊（沫蕩尊・面足尊）     | 伊弉諾尊                           |                      |                      |                  |                  |
| 先代旧事本紀（妹）   | 活樴尊             | 沙土煮尊（沙土根尊）                                 | 大苫邊尊（亦云、大戸之邊・大富邊・大戸摩姫）             | 吾屋橿城根尊（惶根尊・蚊鴈姫尊） | 伊弉冉尊                           |                      |                      |                  |                  |
| 先代旧事本紀         | 天三降尊           | 天合尊（天鏡尊）                                     | 天八百日尊                                               | 天八十萬魂尊                     | 高皇產靈尊（亦名、高魂尊・高木命） |                      |                      |                  |                  |
| 天書（男神）         | 泥土根             | 大苫彦                                               | 面足彦                                                   | 伊弉諾尊                         |                                    |                      |                      |                  |                  |
| 天書（女神）         | 沙土根             | 大苫姫                                               | 橿城姫                                                   | 伊弉冊尊                         |                                    |                      |                      |                  |                  |
| 天書紀（男神）       | 泥土野尊           | 大家宅尊                                             | 懐寝尊                                                   | 伊弉諾尊                         |                                    |                      |                      |                  |                  |
| 天書紀（女神）       | 砂土野尊           | 大衣見尊                                             | 根心尊                                                   | 伊弉冊尊                         |                                    |                      |                      |                  |                  |
| 上記（男神）         | うイぢにのみこと   | つぬぐイのみこと                                     | おおとのぢのみこと                                       | おもだるのみこと                 | おおとぢのみこと                   | あをかしきねのみこと | あまのかかみのみこと | あわなぎのみこと | いざなぎのみこと |
| 上記（妹）           | すイぢにのみこと   | いくぐイのみこと                                     | おおとのべのみこと                                       | あやかしこねのみこと             | おおとべのみこと                   | あゆかしきねのみこと | あめのよろづのみこと | あわなみのみこと | いざなみのみこと |
| 宋史日本傳（男神）   | 角龔魂尊           | 汲津丹尊                                             | 面垂見尊                                                 | 國常立尊                         | 天鑑尊                             | 天萬尊               | 沫名杵尊             | 伊弉諾尊         |                  |

## 祀る神社
- 物部神社　境内　神代七代社（島根県大田市川合町）
- 忌部神社（島根県松江市東忌部町）
- 熊野速玉大社（和歌山県新宮市新宮）
- 宮浦宮（鹿児島県霧島市福山町）
- 二荒山神社　境内　十二社（栃木県宇都宮市馬場通り）
- 沙田神社（長野県松本市島立区）
- 宇由比神社(松江市宍道町西来待)